# Ácido levomefólico
El ácido levomefólico (INN) (también conocido como 5-MTHF, L-metilfolato, 5-metiltetrahidrofolato, (6S)-5-metiltetrahidrofolato, y (6S)-5-MTHF) es la principal forma activa a nivel celular del ácido fólico, utilizada para la Replicación del ADN, para el ciclo de la cisteína y para la regulación de la homocisteína. También es la forma encontrada en circulación, y la activa en los transportes transmembrana hacia los tejidos y atravesando la barrera hematoencefálica.

## Papel biológico
El L-metilfolato se utiliza a nivel celular en la metilación de la homocisteína para producir metionina y tetrahidrofolato (THF). El THF es el aceptor inmediato de las unidades de un único carbono en la síntesis de ADN-timidina, purinas (ADN y ARN) y metionina. La forma desmetilada, llamada ácido fólico (vitamina B
9), es en realidad una forma sintética de folato, que deber ser reducido biológicamente por la enzima metilentetrahidrofolato reductasa (MTHFR) para volverse biológicamente activo.

## Síntesis
Se sintetiza a nivel de las células absortivas del intestino delgado a partir del folato poliglutamilado presente en la dieta. Es un derivado metilado del tetrahidrofolato. El ácido levomefólico se produce a partir del 5,10-metilentetrahidrofolato (MTHF) y se utiliza para reciclar la homocisteína para reconvertirla nuevamente en metionina, reacción mediada por la enzima 5-metiltetrahidrofolato-homocisteína metiltransferasa (MTR) (también conocida como metionina sintasa (MS)).

## Excreción
El L-metilfolato es soluble en agua y se excreta principalmente a nivel renal. En un estudio de 21 sujetos con una enfermedad cardiovascular de la arteria coronaria, los picos plasmáticos se alcanzaron entre una y tres horas siguientes a la administración oral o parenteral. Se encontró que las concentraciones pico alcanzadas eran más de siete veces mayores a las alcanzadas con ácido fólico. (129 ng/ml vs. 14.1 ng/ml).
Se ha propuesto al ácido levomefólico (y al ácido fólico en su lugar) para el tratamiento de enfermedades cardiovasculares y cánceres avanzados tales como el de mama y el colorrectal. Se salta varios pasos metabólicos en el organismo y facilita la unión del fDump (un metabolito del fármaco fluorouracilo) con la enzima timidilato sintasa.
El levomefolato de calcio, una sal de calcio del ácido levomefólico se vende bajo los nombre comerciales de Metafolin (una marca registrada de Merck KGaA) y Deplin (marca registrada de Pamlab, LLC). El metil folato puede ser adquirido en tiendas en línea o en algunas farmacias sin necesidad de prescripción médica.

## Metabolismo

Metabolismo de la MTHFR: ciclo del folato, ciclo de la metionina, transulfuración e hiperhomocisteinemia. 5-MTHF: 5-metiltetrahidrofolato; 5,10-metiltetrahidrofolato; BAX: Bcl-2-associated X protein; BHMT: betaína-homocisteína S-metiltransferasa; CBS: cistationina beta sintasa; CGL: cistationina gama-liasa; DHF: dihidrofolato (vitamina B9); DMG: dimetilglicina; dTMP: timidina monofosfato; dUMP: deoxyuridina monofosfato; FAD^{+} Flavín adenín dinucleótido; FTHF: 10-formiltetraidrofolato; MS: metionina sintasa; MTHFR: metilentetrahidrofolato reductasa; SAH: S-adenosil-L-homocisteína; SAME: S-adenosil-L-metionina; THF: tetrahidrofolato.